# Rockin’ Every Night – Live in Japan
Rockin’ Every Night – Live in Japan ist das 1. Livealbum des irischen Gitarristen und Sängers Gary Moore aus dem Jahr 1983. Es wurde während der Corridors of Power-Tour aufgenommen.
Der Song Sunset ist ein Livetitel seit 1980, von dem es keine Studioversion von Gary Moore gibt. Er widmete den Song Randy Rhoads, der einige Monate zuvor gestorben war; 1982 kam eine Studioversion von Cozy Powell auf seinem Album „Tilt“ 1982 heraus.

## Titelliste
1. Rockin’ Every Night (Moore, Paice) – 3:18
2. Wishing Well (Rodgers, Kirke, Kossoff, Bundrick, Yamauchi) – 4:54
3. I Can’t Wait Until Tomorrow (Moore) – 12:04
4. Nuclear Attack (Moore) – 5:58
5. White Knuckles (Instrumental) (Moore, Nauseef) – 4:48
6. Rockin’ and Rollin’ (Moore) – 4:05
7. Back on the Streets (Moore) – 5:13
8. Sunset (Instrumental) (Moore) – 4:35

Bonustracks (Live in London im Marquee Club am 25. August 1982)
1. Back on the Streets (Moore) – 5:09
2. Rockin’ Every Night (Moore) – 2:55
3. Parisienne Walkways (Moore, Lynott) – 4:08

## Besetzung
- Gary Moore – Gitarren, Lead Gesang, Backgroundgesang
- John Sloman – Lead Gesang, Backgroundgesang, Keyboards
- Don Airey – Keyboards
- Neil Murray – Bass
- Ian Paice – Schlagzeug, Percussion